# NGC 2840
NGC 2840 é uma galáxia espiral barrada (SBbc) localizada na direcção da constelação de Lynx. Possui uma declinação de +35° 22' 06" e uma ascensão recta de 9 horas, 20 minutos e 52,7 segundos.
A galáxia NGC 2840 foi descoberta em 10 de Março de 1790 por William Herschel.